# Mile Svilar
Mile Svilar (Anvers, 27 d'agost de 1999) és un futbolista belga d'ascendència sèrbia que juga com a porter a l'AS Roma. Ha estat internacional amb les categories inferiors de la selecció de futbol de Bèlgica, i internacional absolut amb la selecció Sèrbia.

## Trajectòria
Fitxat el 2010 pel RSC Anderlecht, el 2016 es converteix en membre de la primera plantilla de l'equip, en la qual va tenir l'estatus de tercer porter. En aquesta temporada no va jugar ni un minut.

### Benfica
Malgrat tot, fitxa pel SL Benfica el 28 d'agost de 2017 i se li adjudica el dorsal 1. Va debutar el 14 d'octubre de 2017 enfront del SC Olhanense en la Copa de Portugal.
Quatre dies després va fer el seu debut en la Lliga de Campions de la UEFA convertint-se en el porter més jove a debutar en aquesta competició i superant el rècord que anteriorment ostentava Iker Casillas. El Benfica va perdre aquest partit per 1-0 enfront del Manchester United FC.
En lliga va debutar el 22 d'octubre enfront del Desportivo Alves, i el 31 d'octubre va jugar el seu segon partit de Lliga de Campions en una nova derrota contra el Manchester United, en aquesta ocasió per 3-1.

## Internacional
Svilar va ser internacional amb la selecció de futbol de Bèlgica en categories inferiors. En categoria absoluta va decidir representar la selecció de futbol de Sèrbia, debutant l'1 de setembre de 2021 en un amistós davant Qatar.

## Palmarès
Anderlecht
- Supercopa belga: 2017[8]

Benfica
- Primeira Liga: 2018–19